# Riuttasaari (ö i Södra Savolax, S:t Michel, lat 61,51, long 27,60)
Riuttasaari är en ö i Finland. Den ligger i sjön Saimen och i kommunen Sankt Michel i den ekonomiska regionen  S:t Michel och landskapet Södra Savolax, i den södra delen av landet, 200 km nordost om huvudstaden Helsingfors. Öns area är 3,9 hektar och dess största längd är 480 meter i sydöst-nordvästlig riktning.